# Фруст
Фруст је  надолазећа серија из 2023. године.  
Ова серија је први регионални пројекат са међународном ауторском екипом продукцијске куће Фирефлај. 
Прва епизода серије је премијерно представљена на 29. Сарајево филм фестивалу. , 
Током 2025. године ће се премијерно емитовати на Суперстар ТВ.

## Радња
Главни лик приче је Ведран, неуспешни млади писац који је у сталној борби да добије било какву пажњу или уважавање.
Када случајно убије криминалца који терорише његово насеље, иако не открива свој прави идентитет, бива проглашен за правредног осветника и преко ноћи постаје локална звезда.
Свестан да је довољан само један човек да покрене револуцију - доноси одлуку која му мења живот...

## Улоге
| Глумац                      | Улога                |
| --------------------------- | -------------------- |
| Дени Мешић                  | Ведран               |
| Дуња Стојановић             | Ајна                 |
| Ермин Сијамија              | Златко               |
| Анђела Јовановић            | Лана                 |
| Албен Укај                  | Мирза                |
| Александар Димитријевић     | Керим                |
| Милена Радуловић            | Азра                 |
| Фарук Хајдаревић            | Дино                 |
| Маја Изетбеговић            | Маја                 |
| Санела Крсмановић           | Диана                |
| Аднан Горо                  | Горан                |
| Семир Кривић                | Марко                |
| Амила Терзимехић            | Далила               |
| Аднан Омеровић              | Нера                 |
| Факета Салихбеговић Авдагић | Ведранова мајка      |
| Керим Чутуна                | Ениз                 |
| Амар Селимовић              | Исмар                |
| Един Авдагић Која           | Роки                 |
| Сенад Алихоџиић             | Борис                |
| Алмир Палата                | Ферид                |
| Харис Биџан                 | Харис                |
| Мирела Ламбић               | професор             |
| Амра Капиџић                | Миа                  |
| Алмир Курт                  | Јасмин               |
| Лејла Хакаловић             | Лејла                |
| Елман Хасанспахић           | Амел                 |
| Маргарита Младинић          | Амина                |
| Ернад Прњаворац             | Аднан                |
| Павле Кауниц                | Саби                 |
| Илда Твицо                  | Бојана               |
| Ведад Ћано                  | Денис                |
| Насер Идризагић             | полицајац Гаврић     |
| Ена Колић                   | тинејџерка Ајна      |
| Емир Заметица               | активисткиња         |
| Давид Ђурић                 | Ади                  |
| Јасмина Хаџихасанагић       | Мирна                |
| Амсал Сорлија               | полицајац            |
| Фехим Кусунџија             | старији човек        |
| Адис Маревац                | Ален Емдов           |
| Сенад Асовић                | полицајац            |
| Енес Мудеризовић            | Сејо                 |
| Мидо Слатина                | Звонко               |
| Љиљана Пињух                | Олга                 |
| Фадил Џебо                  | власник хонде        |
| Дика Хоџић                  | старија госпођа      |
| Сита Врхунц                 | парти девојка        |
| Сабина Карахасановић        | старија госпођа      |
| Емир Пашановић              | новинар              |
| Рефик Шехић                 | Ситни                |
| Ирфан Рибић                 | Бурп                 |
| Армин Авдић                 | Роберт               |
| Дариан Мехмедбашић          | Елвис                |
| Иван Скоко                  | Стево                |
| Аднан Кадић                 | пијани дечко         |
| Емир Повлакић               | форензичар           |
| Самир Чустовић              | медицински техничар  |
| Азиз Мехмедагић             | Феки                 |
| Зенан Аџем                  | полицајац            |
| Ениса Мешић                 | Зорка                |
| Емир Џино                   | Емир                 |
| Адо Хаџић                   | старији фан          |
| Лејла Џановић               | Есма                 |
| Едина Ханџић                | девојчица са осмехом |
| Енес Мудеризовић            |                      |
| Енела Сефер                 | млађа мајка          |
| Аднан Баручија              | водитељ              |
| Харис Хабибија              | Малик                |
| Омар Принц                  | дечак                |
| Семир Кривић                | Марко                |
| Хана Курстура               | девојчица на бициклу |
| Мирза Миројевић             | полицајац            |
| Емир Мушић                  | дечак                |
| Мелиса Чолан                | девојчица            |
| Иво Кауниц                  | телохранитељ         |
| Аднан Чомор                 | фан                  |
| Аја Штукан                  | девојчица фан        |
| Армиш Машић                 | радник на пумпи      |
| Екрем Емир Калтар           | ди-џеј               |
| Горан Алискановић           | позната личност      |
| Реџиналд Шимек              | Буцо                 |
| Исхак Јалимам               | парти дечко          |